# شرکت بازرگانی نفت ایران
شرکت بازرگانی نفت ایران (به انگلیسی: Naftiran Intertrade Company) شرکت خدمات نفتی ایرانی، مستقر در کشور سوئیس است که یکی از شرکت‌های تابعه شرکت ملی نفت ایران به‌شمار می‌آید. دفتر مرکزی این شرکت در شهر لوزان قرار دارد.
این شرکت عموماً بنام شرکت نیکو (به انگلیسی: NICO) شناخته می‌شود، که مخفف عبارت انگلیسی شرکت بازرگانی نفت ایران (به انگلیسی: Naftiran Intertrade COmpany) است.
شرکت بازرگانی نفت ایران، وارد کننده اصلی بنزین و گازوئیل به ایران می‌باشد و نیز وظیفه فروش بخش عمده‌ای از نفت خام ایران را بر عهده دارد که در عمل نقشی مهمی در بخش انرژی ایران ایفا می‌کند. این شرکت، همچنین وظیفه سوآپ نفت را در ایران به‌عهده دارد. از زمان دولت احمدی‌نژاد، سوآپ نفتی که با مشقت و سختی بسیار در دولت پیشین بسترسازی و ایجاد شده بود متوقف شد، سپس در دولت روحانی تلاش‌هایی برای از سرگیری سوآپ نفتی در ایران شد.

## تاریخچه
شرکت بازرگانی نفت ایران در سال ۱۹۹۱ در بندر جرسی، انگلستان تأسیس شد. این شرکت به منظور تجارت نفت خام و محصولات آن، همچنین به عنوان یک شرکت سرمایه‌گذار در پروژه‌های نفت و گاز و یک نماینده خارج از کشور و تابعه شرکت ملی نفت ایران ثبت گردید.
در ماه ژوئن سال ۲۰۰۳ شعبه‌ای از نفت‌ایران در شهر لوزان سوئیس، بنام شرکت نفت‌ایران سارل تأسیس گردید، که بلافاصله از طرف مدیریت این شرکت، تصمیم گرفته شد، که دفتر مرکزی نفت‌ایران به سوئیس منتقل شود.
شرکت بازرگانی نفت ایران شعبه‌ها و شرکت‌های زیادی در کشورهای مختلف دارد. شرکت پترو سوئیس، هنگ کنگ اینترترید، نور انرژی مالزی، پترو انرژی دبی و… که در سال ۲۰۱۲ تمامی آن‌ها توسط ایالات متحده آمریکا در فهرست تحریم قرار گرفتند. وزارت خزانه داری ایالات متحده آمریکا در آخرین گزارش خود در سال ۲۰۱۳ بار دیگر شرکت نیکو و مدیرعامل آن؛ سیف‌الله جشن‌ساز را در فهرست تحریم‌های خود قرار داد و از شرکت و مدیرعامل آن، به‌عنوان سکانداران اصلی دور زدن تحریم‌ها، یاد کرد.

## درآمدها
از سال ۲۰۰۵ تا ۲۰۰۸ میزان درآمد شرکت بازرگانی نفت ایران، در حدود ۵۰٪ درصد افزایش یافت و از مبلغ ۱۴٫۷ میلیارد دلار، به ۲۱٫۹ میلیارد دلار رسید؛ که درآمد خالص این شرکت از ۱۲۹ میلیون دلار به ۱۳۴ میلیون دلار افزایش پیدا کرد.

## شرکت‌های تابعه

### پتروپارس
پتروپارس یک شرکت پیمانکاری عمومی، در صنعت نفت می‌باشد، که بیشتر بر پروژه‌های گازی تمرکز دارد. شرکت پتروپارس به‌عنوان پیمانکار اصلی در پروژه‌های توسعه میدان پارس جنوبی فعالیت می‌نماید.

### پتروایران
پتروایران که به شرکت توسعه پتروایران نیز معروف است، یک شرکت پیمانکار عمومی در صنعت نفت می‌باشد. این شرکت بیشتر در بخش خشکی فعالیت می‌نماید.
پتروایران در ابتدا به عنوان نماینده ایران در قراردادهای بیع متقابل تأسیس شد، که در قراردادهایی که شرکت‌های پیمانکاری خارجی در ایران داشتند، پتروایران به عنوان شریک، با سهم ۱۰٪ درصد در هر قرارداد بیع متقابل، حضور داشت.
در حال حاضر این شرکت، در زمینه اکتشاف، تولید و توسعه میادین نفتی ایران، فعالیت می‌کند. هم‌اکنون پروژه توسعه بیش از ده میدان نفتی و گازی ایران، به شرکت پتروایران سپرده شده‌است.

### شرکت نفت ایران
شرکت نفت ایران (یا به‌اختصار: آی.او. سی) یک شرکت نفتی در بریتانیا است، که از شرکت‌های تابعه شرکت نفت‌ایران می‌باشد. این شرکت، مالک ۵۰٪ از میدان گازی رهام، در دریای شمال است. این میدان، در نزدیکی شهر آبردین و در دریا قرار دارد، که بزرگترین میدان گازی، در بریتانیا محسوب می‌شود.
شرکت نفت ایران یک سرمایه‌گذاری مشترک با شرکت بی‌پی در تاریخ ۱۵ ژوئن ۲۰۱۰ برای این میدان گازی به امضا رساند. این سرمایه‌گذاری مشترک، سودی معادل ۱ میلیون دلار در روز را، عاید این شرکت می‌کند.

## مشارکت خارجی

### میدان گازی شاه دنیز
شرکت بازرگانی نفت ایران، مالک ۱۰٪ از گاز تولید شده از میدان گازی شاه دنیز در کشور جمهوری آذربایجان می‌باشد. نفت‌ایران، در این میدان گازی سرمایه‌گذاری مشترکی با حضور بی‌پی و چند شرکت نفتی دیگر دارد.

### سهام در بی‌پی
در سال ۲۰۱۰ که شرکت بریتیش پترولیوم، (بی‌پی) تعداد ۲۴٫۶۸۳٫۸۵۸ سهم از این شرکت به ارزش هر سهم ۷۷۵ میلیون دلار را به فروش گذاشت، شرکت بازرگانی نفت ایران مقدار ۰٫۸٪ از سهام بی‌پی را خریداری نمود.

## سوآپ نفت
معنی واقعی سوآپ، تحویل نفت در شمال کشور و تحویل نفت با همان کیفیت در جنوب کشور به مقصد است. یکی از منابع سودآور شرکت نفت‌ایران، درآمدی است که از سوآپ نفت عاید آن می‌شود. شرکت بازرگانی نفت ایران وظیفه سوآپ نفت را در ایران بعهده دارد که بر این اساس، سه کشور تولیدکننده نفت خام آسیای مرکزی، یعنی: جمهوری آذربایجان، ترکمنستان و قزاقستان، به صورت روزانه نفت تولید شده خود را از طریق نفتکش‌ در دریای خزر به نماینده تجاری ایران که شرکت بازرگانی نفت ایران است، تحویل داده سپس این شرکت مقدار معادل آن را به خریداران نفت این سه کشور در خلیج فارس، تحویل می‌دهد.